# Lambert Konschegg

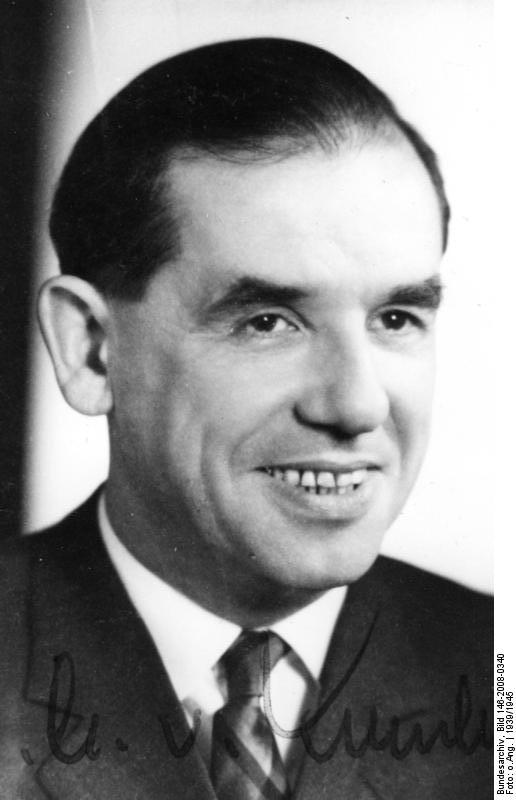
Lambert Konschegg

Lambert Konschegg (* 1. Juni 1912 in Graz; † 9. Oktober 1977 bei Břeclav (Lundenburg, ČSSR)) war ein Offizier der deutschen Luftwaffe im Zweiten Weltkrieg. Nach dem Krieg war Konschegg Vorstandsvorsitzender der Fluggesellschaft Austrian Airlines (AUA) und Präsident des Weltverbandes der Fluggesellschaften IATA.

## Leben
Lambert Konschegg, bis zur Adelsaufhebung 1919 Lambert Konschegg von Pramburg, wurde in einer Familie mit k.u.k. Beamten- und Militärtradition geboren. Sein namensgleicher Vorfahr Lambert Konschegg von Pramburg wurde 1910 zum Generalmajor in der k.u.k. Armee befördert und 1913 nach erfolgter Pensionierung noch zum (Titular-)Feldmarschallleutnant ernannt. Lambert Konschegg schloss ein Jura-Studium an der Universität Innsbruck ab, worin er auch promovierte.
Anschließend ging er als Freiwilliger ins Infanterie-Regiment 5 des Bundesheeres. Im November 1935 wechselte er zum Alpenjäger-Regiment 10 in Graz, bevor er im April 1936 eine Fliegerausbildung im Fliegerregiment 2 begann. Anschließend absolvierte er ab dem 15. September 1936 eine Offiziersausbildung an der Theresianischen Militärakademie. Infolgedessen wurde er am 1. Januar 1938 zum Leutnant ernannt und nach dem Anschluss Österreichs an das nationalsozialistische Deutsche Reich in die Luftwaffe der Wehrmacht übernommen.
Nachdem er anfangs in diversen Flugzeugführerschulen als Lehrer diente, wechselte er im Juni 1940, als Oberleutnant zur I. Gruppe des Kampfgeschwaders 1. Dort übernahm er die Aufgabe als Technischer Offizier. In gleicher Funktion wechselte er am 1. April 1941 zur III. Gruppe des Kampfgeschwaders 40. Am 1. September 1941 übernahm er als Staffelkapitän die 12. Staffel des KG 40. Nachdem er am 17. Juli 1942 zur I. Gruppe des Kampfgeschwaders 50 ging, kehrte er am 15. September 1942 in den Stab des Kampfgeschwaders 40 zurück. Dort erreichte ihn am 1. Oktober 1942 die Beförderung zum Hauptmann. Er blieb weiter im KG 40 und übernahm erst die 7. Staffel und später die III. Gruppe als Gruppenkommandeur. Nachdem er am 1. Mai 1944 zum Major befördert wurde, ging er am 18. Dezember 1944, nach einer Verwundung in den Stab der Luftflotte Reich. Er kehrte aber später wieder zur III./KG 40 zurück und erhielt am 28. Februar 1945 des Ritterkreuz des Eisernen Kreuzes.
Nach dem Krieg flog er für sechs Jahre als Pilot für die Swissair und baute dann die 1957 gegründete österreichische Fluggesellschaft AUA mit auf. 1962 wurden Lambert Konschegg und Helmut Lerider zum Geschäftsführern der AUA ernannt. Gleichzeitig wurde Franz Grubhofer (1914–1970) zum Aufsichtsratsvorsitzenden der AUA bestellt. Grubhofer war 1945–62 ÖVP-Abgeordneter im Nationalrat. In den folgenden fünf Jahren (bis 1968) steigerte die AUA ihre Passagier- und Umsatzzahlen unter der Führung von Konschegg auf das Dreifache. Ende 1965 wurde Konschegg bei der Jahrestagung in Wien für ein Jahr zum Präsidenten der International Air Transport Association (IATA) gewählt.
Am 21. November 1968 wurde Konschegg, der in der Proporzvereinbarung zur AUA als ÖVP-Kandidat galt, zusammen mit seinem Vorstandskollegen Engelbert Heidrich (SPÖ) aus der AUA entlassen. Nach seiner Pensionierung arbeitete Konschegg als selbständiger Exportkaufmann. Bei einem Verkehrsunfall verunglückte Konschegg 1977 tödlich. Er war verheiratet und hatte zwei Kinder.